# Valdeande
Valdeande község Spanyolországban, Burgos tartományban. Valdeande Baños de Valdearados, Tubilla del Lago, Santa María del Mercadillo, Espinosa de Cervera és Caleruega községekkel határos. Lakosainak száma 98 fő (2024).

## Népesség
A település népessége az utóbbi években az alábbiak szerint változott:
| Lakosok száma | 146  | 128  | 129  | 119  | 105  | 103  | 96   | 106  | 99   | 98   |
|               | 2001 | 2004 | 2006 | 2009 | 2011 | 2014 | 2016 | 2019 | 2021 | 2024 |